# Повіти Литви
Пові́т, мн. Повіти Литви (лит. Lietuvos apskritys; однина лит. apskritis) — 10 колишніх адміністративно-територіальних одиниць першого рівня, на які розділена територія Литви. У 2010 році повітове управління було ліквідовано, його функції передано муніципалітетам і міністерствам, а сам повіт залишився лише як територіальна одиниця. Адміністративною одиницею І рівня відтоді є самоврядування.
Керівником є голова повіту (лит. apskrities viršininkas), який призначається урядом Литовської Республіки. Його основне завдання — гарантувати дотримання на території повіту законів та Конституції Литовської Республіки.
Повіти утворюють території самоврядувань (лит. savivaldybė): 7 міст, 2 курорти і 43 райони, а також 8 знову утворених самоврядувань. Самоврядування діляться на староства (лит. seniūnija), а вони, у свою чергу, на сянюнайтії (лит. seniūnaitija). Самоврядування великих міст (Алітус, Вільнюс, Каунас, Клайпеда, Паневежис, Шяуляй) охоплюють територію одного міста (у деяких випадках з передмістями). Самоврядування курортів (Паланга і Нярінга) включають розташовані поруч із ними населені пункти.
Таким чином повіт включає в себе різні адміністративні одиниці. Наприклад, Вільнюський повіт охоплює самоврядування міста Вільнюса (територія якого складається з 21 староства), самоврядування Вільнюського району, Електренське самоврядування, самоврядування Тракайського, Укмергського, Шальчінінського, Швенченського і Шірвінтського районів. У свою чергу, наприклад, Вільнюський район включає в себе місто Неменчине, містечка Бездоніс, Майшаголу, Міцкунай, Шумскас, села і поділений на 23 староства.

## Повіти
| #  | Повіт                                  | Центр      | Площа, км² | Населення 2012 | ПДВ (номінал) млрд EUR, 2012 | Самоврядування |
| -- | -------------------------------------- | ---------- | ---------- | -------------- | ---------------------------- | --- |
| 1  | Алітуський повіт (слухати • інфо)      | Алітус     | 5,425 (6)  | 153,600        | 1.0                          | - Самоврядування міста Алітуса - Самоврядування Алітуського району (11 староств; 2 міста; 3 містечка; 426 сіл) - Друскінінкайське самоврядування (2 староства; 1 місто) - Самоврядування Лаздийського району (14 староств; 2 міста; 6 містечок; 350 сіл) - Самоврядування Варенського району (8 староств; 2 міста; 1 містечко; 320 сіл) |
| 2  | Вільнюський повіт (слухати • інфо)     | Вільнюс    | 9,729 (1)  | 806,100        | 12.7                         | - Самоврядування міста Вільнюса (21 староство) - Самоврядування Вільнюського району (23 староства; 1 місто; 4 містечка; 1091 село) - Самоврядування Тракайського району (8 староств; 3 міста; 2 містечка; 440 сіл) - Самоврядування Укмергського району (12 староств; 1 місто; 10 містечок; 612 сіл) - Самоврядування Шальчинінкського району (13 староств; 3 міста; 2 містечка; 450 сіл) - Самоврядування Швянченіського району (14 староств; 3 міста; 3 містечка; 602 села) - Самоврядування Ширвінтоського району (8 староств; 1 місто; 5 містечок; 485 сіл) - Електренайське самоврядування (8 староств; 2 міста; 1 містечко; 276 сіл) |
| 3  | Каунаський повіт (слухати • інфо)      | Каунас     | 8,089 (3)  | 596,200        | 6.5                          | - Самоврядування міста Каунаса (10 староств) - Самоврядування Йонавського району (8 староств; 1 місто; 3 містечка; 277 сіл) - Бірштонаське самоврядування (1 місто; 49 сіл) - Самоврядування Кайшядориського району (11 староств; 2 міста; 3 містечка; 401 село) - Самоврядування Каунаського району (23 староства; 3 міста; 10 містечок; 370 сіл) - Самоврядування Кедайняйського району (12 староств; 1 місто; 10 містечок; 534 сіл) - Самоврядування Пренайського району (10 староств; 2 міста; 3 містечка; 401 село) - Самоврядування Расейняйського району (12 староств; 2 міста; 7 містечок; 590 сіл)                                |
| 4  | Клайпедський повіт (слухати • інфо)    | Клайпеда   | 5,209 (7)  | 333,100        | 4.0                          | - Самоврядування міста Клайпеди - Самоврядування міста Нярінги (2 староства) - Самоврядування міста Паланги (1 староство) - Самоврядування Клайпедського району (11 староств; 2 міста; 7 містечок; 303 села) - Самоврядування Кретинзького району (8 староств; 2 міста; 2 містечка; 196 сіл) - Самоврядування Скуодаського району (9 староств; 1 місто; 4 містечка; 171 село) - Самоврядування Шилутського району (11 староств; 1 місто; 7 містечок; 311 сел) |
| 5  | Маріямпольський повіт (слухати • інфо) | Маріямполе | 4,463 (8)  | 157,900        | 1.1                          | - Калварійське самоврядування (4 староства; 1 місто; 172 села) - Казлу-Рудське самоврядування (4 староства; 1 місто; 183 села) - Маріямпольське самоврядування (6 староств; 1 місто; 6 містечок; 276 сіл) - Самоврядування Вілкавішкіського району (12 староств; 3 міста; 5 містечок; 384 сіл) - Самоврядування Шакяйського району (14 староств; 3 міста; 8 містечок; 533 села) |
| 6  | Паневежиський повіт (слухати • інфо)   | Паневежис  | 7,881 (4)  | 244,300        | 2.0                          | - Самоврядування міста Паневежиса - Самоврядування Біржайського району (8 староств; 2 міста; 4 містечка; 538 сіл) - Самоврядування Купишкіського району (6 староств; 2 міста; 7 містечок; 400 сіл) - Самоврядування Паневежиського району (11 староства; 1 місто; 8 містечок; 752 села) - Самоврядування Пасваліського району (11 староств; 2 міста; 7 містечок; 398 сіл) - Самоврядування Рокишкіського району (10 староств; 3 міста; 9 містечок; 689 сіл) |
| 7  | Тауразький повіт (слухати • інфо)      | Таураге    | 4,411 (9)  | 107,200        | 0.7                          | - Пагегяйське самоврядування (5 староств; 2 міста; 1 містечко; 99 сіл) - Самоврядування Тауразького району (9 староств; 2 міста; 4 містечка; 320 сіл) - Самоврядування Шилальського району (14 староств; 1 місто; 7 містечок; 435 сіл) - Самоврядування Юрбаркського району (11 староств; 2 міста; 8 містечок; 380 сіл) |
| 8  | Тельшяйський повіт (слухати • інфо)    | Тельшяй    | 4,350 (10) | 148,800        | 1.3                          | - Ретавського самоврядування (5 староств; 1 місто; 1 містечко; 104 села) - Самоврядування Тяльшяйського району (11 староств; 2 міста; 11 містечок; 415 сіл.) - Самоврядування Мажейкяйського району (9 староств; 3 міста; 5 містечок; 191 село) - Самоврядування Плунгеського району (11 староств; 1 місто; 4 містечка; 206 сіл) |
| 9  | Утенський повіт (слухати • інфо)       | Утена      | 7,201 (5)  | 147,400        | 1.0                          | - Самоврядування Анікщяйського району (10 староств; 3 міста; 8 містечок; 758 сіл) - Самоврядування Зарасайського району (10 староств; 2 міста; 2 містечка; 793 села) - Самоврядування Ігналінського району (12 староств; 2 міста; 3 містечка]; 726 сіл) - Самоврядування Молетського району (11 староств; 1 місто; 5 містечок; 928 сіл) - Самоврядування Утенського району (10 староств; 1 місто; 8 містечок; 592 села) - Самоврядування міста Висагінаса |
| 10 | Шяуляйський повіт (слухати • інфо)     | Шяуляй     | 8,540 (2)  | 293,100        | 2.5                          | - Самоврядування міста Шяуляй - Самоврядування Шяуляйського району (10 староств; 1 місто; 7 містечок; 521 село) - Самоврядування Акмянського району (6 староств; 3 міста; 2 містечка; 165 сіл) - Самоврядування Йонішкіського району (10 староств; 2 міста; 2 містечка; 290 сіл) - Самоврядування Кельмеського району (11 староств; 3 міста; 6 містечок; 817 сіл) - Самоврядування Пакруоїського району (8 староств; 2 міста; 5 містечок; 374 села) - Самоврядування Радвілішкіського району (14 староств; 2 міста; 10 містечок; 420 сіл)                                                                                                  |

### Міста і містечка
| #  | Повіт                 | Самоврядування                         | Міста                                   | Містечка |
| -- | --------------------- | -------------------------------------- | --------------------------------------- | --- |
| 1  | Алітуський повіт      | Самоврядування міста Алітуса           | Алітус                                  | |
| 1  | Алітуський повіт      | Самоврядування Алітуського району      | Даугай, Сімнас                          | Бутримоніс, Крокіалаукіс, Нямунайтіс                                                                          |
| 1  | Алітуський повіт      | Друскінінкайське самоврядування        | Друскінінкай                            | |
| 1  | Алітуський повіт      | Самоврядування Лаздийського району     | Лаздияй, Вейсеяй                        | Капчямєстіс, Кросна, Рудаміна, Сейріяй, Шештокай, Швентежеріс                                                 |
| 1  | Алітуський повіт      | Самоврядування Варенського району      | Варена, Меркіна                         | Валькінінкай                                                                                                  |
| 2  | Вільнюський повіт     | Самоврядування міста Вільнюса          | Вільнюс                                 | |
| 2  | Вільнюський повіт     | Самоврядування Вільнюського району     | Неменчин                                | Бездоніс, Майшагала, Міцкунай, Шумскас                                                                        |
| 2  | Вільнюський повіт     | Самоврядування Тракайського району     | Лентварис, Рудішкес, Тракай             | Аукштадварис, Онушкис                                                                                         |
| 2  | Вільнюський повіт     | Самоврядування Укмергського району     | Укмерге                                 | Дялтува, Лідуокяй, Пабайскас, Сесікай, Шешуоляй, Тауенай, Вепряй, Відішкяй, Жялва, Жемяткемис                 |
| 2  | Вільнюський повіт     | Самоврядування Шальчинінкського району | Балтої-Воке, Ейшишкес, Шальчинінкай     | Девянішкес, Яшюнай                                                                                            |
| 2  | Вільнюський повіт     | Самоврядування Швянченіського району   | Пабраде, Нові Свенцяни, Швянченіс       | Адутішкіс, Кальтінена, Лабанорас                                                                              |
| 2  | Вільнюський повіт     | Самоврядування Ширвінтоського району   | Ширвінтос                               | Багаславішкес, Чебішкес, Гелвонай, Кернаве, Муснінкай                                                         |
| 2  | Вільнюський повіт     | Електренайське самоврядування          | Електренай, Вевіс                       | Сємялішкес |
| 3  | Каунаський повіт      | Самоврядування міста Каунаса           | Каунас                                  | |
| 3  | Каунаський повіт      | Самоврядування Йонавського району      | Йонава                                  | Панотеряй, Рукла, Жеймяй                                                                                      |
| 3  | Каунаський повіт      | Бірштонаське самоврядування            | Бірштонас                               | |
| 3  | Каунаський повіт      | Самоврядування Кайшядориського району  | Кайшядорис, Жежмаряй                    | Круоніс, Румшишкес, Жасляй                                                                                    |
| 3  | Каунаський повіт      | Самоврядування Каунаського району      | Гарлява, Ежереліс, Вількія              | Академія, Бабтай, Чекішке, Домейкава, Качергіне, Кармелава, Кулаутува, Лапес, Ванджегала, Запішкіс            |
| 3  | Каунаський повіт      | Самоврядування Кедайняйського району   | Кедайняй                                | Академія, Дотнува, Гуджюнай, Йосвайняй, Кракес, Пагіряй, Пернарава, Сурвилішкіс, Шета, Трускава               |
| 3  | Каунаський повіт      | Самоврядування Пренайського району     | Єзнас, Пренай                           | Бальберішкіс, Пакуоніс, Вейверяй                                                                              |
| 3  | Каунаський повіт      | Самоврядування Расейняйського району   | Расейняй, Аріогала                      | Бетігала, Гіркальніс, Лідувенай, Немакщяй, Шилува, Відукле, Жайдініс                                          |
| 4  | Клайпедський повіт    | Самоврядування міста Клайпеди          | Клайпеда                                | |
| 4  | Клайпедський повіт    | Самоврядування міста Нярінги           | Нярінга                                 | |
| 4  | Клайпедський повіт    | Самоврядування міста Паланги           | Паланга                                 | |
| 4  | Клайпедський повіт    | Самоврядування Клайпедського району    | Гаргждай, Прекуле                       | Довілай, Ендрєявас, Юдренай, Кретінгале, Плікяй, Вейвірженай, Вежайчяй                                        |
| 4  | Клайпедський повіт    | Самоврядування Кретинзького району     | Кретинга, Салантай                      | Дарбенай, Картена                                                                                             |
| 4  | Клайпедський повіт    | Самоврядування Скуодаського району     | Скуодас                                 | Барстічяй, Ілакяй, Лянкімай, Моседіс                                                                          |
| 4  | Клайпедський повіт    | Самоврядування Шилутського району      | Шилуте                                  | Гардамас, Катічяй, Кінтана, Русні, Швекшна, Вайнутас, Жемайчу-Науместіс                                       |
| 5  | Маріямпольський повіт | Калварійське самоврядування            | Калварія                                | |
| 5  | Маріямпольський повіт | Казлу-Рудське самоврядування           | Казлу-Руда                              | |
| 5  | Маріямпольський повіт | Маріямпольське самоврядування          | Маріямполе                              | Даукшяй, Гуделяй, Іглішкеляй, Людвінавас, Саснава, Шунскай                                                    |
| 5  | Маріямпольський повіт | Самоврядування Вілкавішкіського району | Кібартай, Вілкавішкіс, Вирбаліс         | Бартнінкай, Гражишкяй, Кетурвалакяй, Пилвишкяй, Виштитіс                                                      |
| 5  | Маріямпольський повіт | Самоврядування Шакяйського району      | Гелгаудішкіс, Кудіркос-Науместіс, Шакяй | Барздай, Грішкабудіс, Крюкай, Лекечяй, Лукшяй, Сінтаутай, Жемойі-Панемуне, Жвіргждайчяй                       |
| 6  | Паневежиський повіт   | Самоврядування міста Паневежиса        | Паневежис                               | |
| 6  | Паневежиський повіт   | Самоврядування Біржайського району     | Біржай, Вабальнінкас                    | Купрелішкіс, Нямунеле-Радвилішкіс, Пабірже, Папиліс                                                           |
| 6  | Паневежиський повіт   | Самоврядування Купишкіського району    | Купишкіс, Субачюс                       | Алізава, Анташава, Палевіне, Саламестіс, Скапішкіс, Сенасіс-Субачюс, Шимоніс                                  |
| 6  | Паневежиський повіт   | Самоврядування Паневежиського району   | Рамигала                                | Гележяй, Крекенава, Межишкяй, Науяместіс, Рагува, Смилгяй, Шилай, Вадокляй                                    |
| 6  | Паневежиський повіт   | Самоврядування Пасваліського району    | Йонишкеліс, Пасваліс                    | Дауенай, Крикліняй, Кринчінас, Пумпенай, Пушалотас, Салочяй, Вашкай                                           |
| 6  | Паневежиський повіт   | Самоврядування Рокишкіського району    | Обеляй, Панделіс, Рокишкіс              | Чядасай, Дуокішкіс, Юодупе, Южинтай, Камаяй, Панямунеліс, Панямуніс, Салос, Сувайнішкіс                       |
| 7  | Тауразький повіт      | Пагегяйське самоврядування             | Пагегяй, Панямуне                       | Вількішкяй |
| 7  | Тауразький повіт      | Самоврядування Тауразького району      | Скаудвіле, Таураге                      | Батакяй, Гаура, Паграмантіс, Жігайчяй                                                                         |
| 7  | Тауразький повіт      | Самоврядування Шилальського району     | Шилале                                  | Кальтіненай, Кведарна, Лаукува, Паюріс, Тяняняй, Упіна, Жвінгяй                                               |
| 7  | Тауразький повіт      | Самоврядування Юрбаркського району     | Юрбаркас, Смалінінкай                   | Ержвілкас, Раудоне, Середжіус, Стакяй, Шімкайчяй, Ваджгіріс, Велюона, Вешвіле                                 |
| 8  | Тельшяйський повіт    | Ретавського самоврядування             | Ретавас                                 | Тверай |
| 8  | Тельшяйський повіт    | Самоврядування Тяльшяйського району    | Тельшяй, Варняй                         | Ейгірджяй, Гадунавас, Янаполе, Лауко-Сода, Луоке, Нерімдайчяй, Неваренай, Павандене, Трішкяй, Убішке, Жаренай |
| 8  | Тельшяйський повіт    | Самоврядування Мажейкяйського району   | Мажейкяй, Сяда, Векшняй                 | Лайжува, Лецкава, Пикяляй, Тиркшляй, Жидикай                                                                  |
| 8  | Тельшяйський повіт    | Самоврядування Плунгеського району     | Плунге                                  | Альседжяй, Куляй, Плателяй, Жемайчю-Калварія                                                                  |
| 9  | Утенський повіт       | Самоврядування Анікщяйського району    | Анікщяй, Каварскас, Трошкунай           | Андріонішкіс, Дебейкяй, Куркляй, Скемоніс, Сурдегіс, Сведасай, Траупіс, Вешінтос                              |
| 9  | Утенський повіт       | Самоврядування Зарасайського району    | Дусетос, Зарасай                        | Анталепте, Турмантас                                                                                          |
| 9  | Утенський повіт       | Самоврядування Ігналінського району    | Дукштас, Ігналіна                       | Мелагенай, Тверячюс, Рімше                                                                                    |
| 9  | Утенський повіт       | Самоврядування Молетського району      | Молетай                                 | Аланта, Балнинкай, Дубингяй, Гедрайчяй, Йонішкіс                                                              |
| 9  | Утенський повіт       | Самоврядування Утенського району       | Утена                                   | Даугайляй, Куктішкес, Лелюнай, Салдутішкіс, Судейкяй, Таурагнай, Ужпаляй, Віжуонос                            |
| 9  | Утенський повіт       | Самоврядування міста Висагінаса        | Висагінас                               | |
| 10 | Шяуляйський повіт     | Самоврядування міста Шяуляй            | Шяуляй                                  | |
| 10 | Шяуляйський повіт     | Самоврядування Шяуляйського району     | Куршенай                                | Базіліонай, Грузджяй, Кайряй, Куртувенай, Кужяй, Мешкуйчяй, Шакина                                            |
| 10 | Шяуляйський повіт     | Самоврядування Акмянського району      | Акмяне, Науйої-Акмяне, Вянта            | Круопяй, Папиле                                                                                               |
| 10 | Шяуляйський повіт     | Самоврядування Йонішкіського району    | Йонішкіс, Жагаре                        | Крюкай, Скайстгіріс                                                                                           |
| 10 | Шяуляйський повіт     | Самоврядування Кельмеського району     | Кельме, Тітувенай, Ужвентіс             | Каркленай, Кражяй, Ліоляй, Пашіле, Шаукенай, Жалпяй                                                           |
| 10 | Шяуляйський повіт     | Самоврядування Пакруоїського району    | Лінкува, Пакруоїс                       | Кловайняй, Лигумай, Пашвитініс, Розалімас, Жеймеліс                                                           |
| 10 | Шяуляйський повіт     | Самоврядування Радвілішкіського району | Радвілішкіс, Шедува                     | Байсогала, Гринкішкіс, Палонай, Пашушвіс, Поцюнеляй, Сидабравас, Шаукотас, Шяуленай, Тируляй, Вадактай        |